# Nunciatura Apostólica em Brasília
A Nunciatura Apostólica em Brasília é a principal representação diplomática do Vaticano no Brasil, sendo equivalente a uma embaixada da Santa Sé. O atual núncio apostólico é Giambattista Diquattro, no cargo desde 29 de agosto de 2020.
Está localizada na Avenida das Nações, na quadra SES 801, Lote 1, no Setor de Embaixadas Sul, na Asa Sul.

## História
A diplomacia do Vaticano é muitas vezes descrita como a primeira do mundo, tendo inspirado convenções internacionais da área no Congresso de Viena. Apesar disso, devido as características únicas do Estado do Vaticano, a diplomacia tem peculiaridades. A Igreja Católica é única instituição religiosa no mundo que possui o direito de ter relações diplomáticas com outros Estados através das nunciaturas.
Sendo equivalente a uma representação estrangeira, a Nunciatura Apostólica foi instalada em um terreno no Setor de Embaixadas Sul, assim como outros países que mantém suas embaixadas nessa área voltada para isso. O Vaticano recebeu o terreno de 25 mil metros quadrados de graça, medida estendida a outras nações que visa a instalação mais rápida das embaixadas na nova capital.
Em 2008, Brasil e Vaticano celebraram um acordo sobre o Estatuto Jurídico da Igreja Católica no Brasil, reforçando as relações diplomáticas entre os países.

## O núncio apostólico

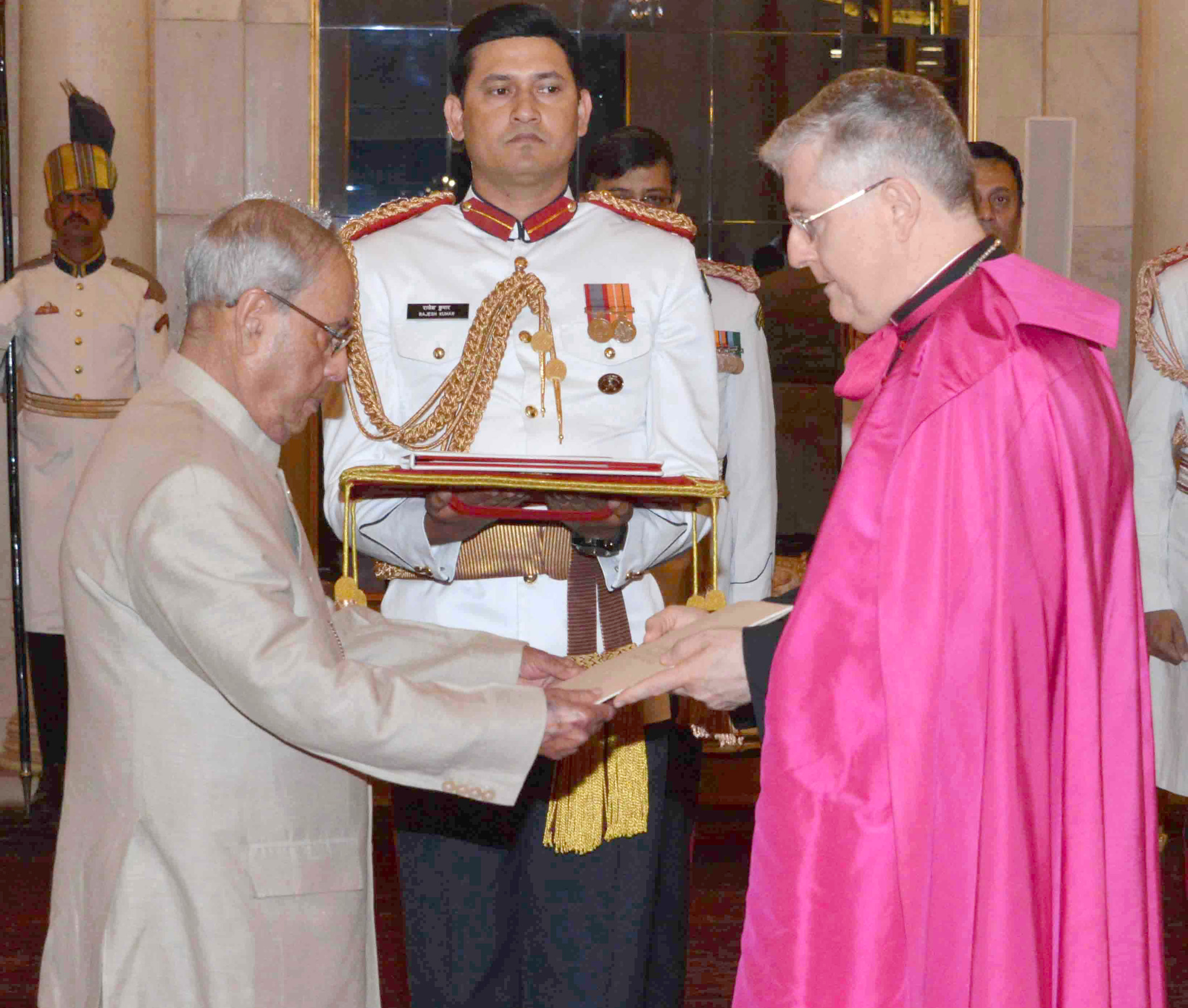
Giambattista Diquattro (a direita) é o atual núncio apostólico no Brasil

O atual núncio apostólico no Brasil é Giambattista Diquattro, que é arcebispo titular italiano, diplomata, teólogo e canonista. Antes de chefiar a diplomacia do Vaticano no Brasil, foi núncio apostólico no Panamá, na Bolívia, na Índia e no Nepal, tendo ingressado no Serviço Diplomático da Santa Sé em 1985. Passou a ser o núncio apostólico em Brasília em 29 de agosto de 2020, após ser nomeado pelo Papa Francisco, substituindo Giovanni d'Aniello, que havia passado oito anos no cargo e passou a ser o núncio apostólico em Moscou.

## Serviços
A Nunciatura Apostólica realiza os serviços protocolares das representações estrangeiras enquanto representante da Santa Sé no país. Pelo entendimento do direito público internacional, é equivalente a uma embaixada da Santa Sé, a autoridade do Vaticano, personificada no Papa e seus colaboradores. Outras ações que passam pela embaixada são as relações diplomáticas com o governo brasileiro em temas como a defesa da liberdade de religião, ajuda ao desenvolvimento, paz e segurança internacionais e desarmamento.